# Eduard Schwartz
Pour les articles homonymes, voir Schwartz.
Eduard Schwartz (né le 22 août 1858 à Kiel et mort le 13 février 1940 à Munich) est un philologue classique allemand.

## Biographie
À la suite de la nomination de son père à Göttingen, le gynécologue Jakob Heinrich Hermann Schwartz (de), il commence ses études à l'Université Georges-Auguste de Göttingen en 1876. Il les poursuit à Bonn en 1876 avec Hermann Usener, à Berlin en 1878 avec Theodor Mommsen et en 1879 à Greifswald avec Ulrich von Wilamowitz-Moellendorff. Wilamowitz-Moellendorff et Schwartz deviennent des amis pour la vie.
Après avoir terminé son doctorat, il voyage en Italie grâce à une bourse. En 1884, il obtient le titre de chargé de cours privé à l'Université rhénane Frédéric-Guillaume de Bonn et en 1887, il entre à l'Université de Rostock. L'année des trois empereurs, il se marie avec Emma Blumenbach à Rostock. Il passe ensuite par l'Université de Gießen (1893), l'Université Empereur-Guillaume de Strasbourg (1897), l'Université de Göttingen (1902), l'Université Albert-Louis de Fribourg-en-Brisgau (1909) et en 1914 à nouveau Strasbourg. Il y est recteur en 1915/16 (pendant la Première Guerre mondiale).
Comme de nombreux professeurs universitaires de Strasbourg expulsés de la Troisième République française après l'armistice de Compiègne (1918), il est nommé à la chaire de l'Université Louis-et-Maximilien de Munich à Pâques 1919. Il enseigne à Munich jusqu'à sa mort.
Ses adhésions aux académies de Berlin, Heidelberg, Munich, Vienne, Strasbourg, Saint-Pétersbourg, Copenhague, Budapest et Stockholm sont l'expression de sa réputation scientifique. L'Université de Rostock le nomme membre honoraire à l'occasion de son quatre centième anniversaire (1919). Membre titulaire de l'Académie bavaroise des sciences depuis 1919, il est président de l'Association des savants de 1927 à 1930. En 1928, il devient un sponsor public de la Ligue militante pour la culture allemande. En tant que conservateur, il n'a aucune sympathie pour le national-socialisme. En 1936, les membres de l'Académie bavaroise des sciences le réélisent président, mais le ministre de l'Éducation du Reich Bernhard Rust nomme à sa place le national-socialiste non proposé Karl Alexander von Müller (de).
La liste des écrits de Schwartz établie par Albert Rehm comprend 387 chiffres, plus les éditions de texte.
Schwartz est chargé par l'Académie de Berlin de publier la collection Acta conciliorum oecumenicorum (de). Schwartz écrit de nombreux articles sur les historiens grecs pour Realencyclopädie der classischen Altertumswissenschaft, qui (même si les détails sont dépassés) représentent encore aujourd'hui d'importants apports de base.

## Publications (ouvrages majeurs)

### monographies
- De Dionysio Scytobrachione. Bonn 1880. (Dissertation)
- Quaestiones Herodotae. Rostock 1890.
- Fünf Vorträge über den griechischen Roman. Berlin 1896. 1943. Nachdruck Berlin/Boston 2018.
- Zur Entstehung der Ilias. Strasbourg 1918.
- Das Geschichtswerk des Thukydides. Bonn 1919. 2. Auflage 1929.
- Kyrillos von Skythopolis (Texte und Untersuchungen zur Geschichte der altchristlichen Literatur 4. Reihe 4. Band 2. Heft = 49. Band 2. Heft) Leipzig 1939.
- Charakterköpfe aus der Antike: Fünf Vorträge. Leipzig 1906. 2. Auflage 1943. 1948.
- Gesammelte Schriften I–V. Berlin 1938–1963.

### éditions critiques
- Scholia in Euripidem, collegit, recensuit, edidit. 2 Bände. Berlin 1887
- Eusebius Werke, 2. Bd., 1.–3. T.: Die Kirchengeschichte, herausgegeben von Eduard Schwartz (Die Griechischen Christlichen Schriftsteller der ersten drei Jahrhunderte; Band 9). Leipzig 1903–1909 / 2. unveränderte Auflage, hrsg. von Friedhelm Winkelmann (de), Berlin 1999:
  - Teil 1.: Bücher I–V, hrsg. von Eduard Schwartz; Die lateinische Übersetzung des Rufinus, bearbeitet im gleichen Auftrage von Theodor Mommsen. Leipzig 1903.
  - Teil 2.: Bücher VI–X, hrsg. von Eduard Schwartz; Die lateinische Übersetzung des Rufinus, bearbeitet im gleichen Auf. von T. M. (†); Über die Märtyrer in Palästina, hrsg. von Eduard Schwartz; Rufinus, Vorrede, Einlage über Gregorius Thaumaturgus, Buch X und XI, hrsg. von Theodor Mommsen (†). Leipzig 1905.
  - Teil 3.: Eduard Schwartz, Theodor Mommsen (†), Einleitungen, Übersichten und Register. Leipzig 1909.
- Christliche und jüdische Ostertafeln ((Abhandlungen der Gesellschaft der Wissenschaften zu Göttingen, Philologisch-Historische Klasse; Neue Folge 8,6). Berlin 1905.
- Acta conciliorum oecumenicorum. Berlin & Leipzig, 1914–1940.
  - Tomus 1: Concilium Universale Ephesenum (AD 431)
  - Tomus 2: Concilium Universale Chalcedonense (AD 451)
  - Tomus 3: Collectio Sabbaitica contra Acephalos et Origenistas destinata (AD 536)
  - Tomus 4: Concilium Universale Constantinopolitanum sub Iustiniano habitum (AD 553).
- Codex Vaticanus Gr. 1431: Eine Antichalkedonische Sammlung aus der Zeit Kaiser Zenos, (Abhandlungen der Bayerischen Akademie der Wissenschaften. Philosophisch-philologische und historische Klasse; Band 32. Abhandlung 6) Munich 1927.